# Момбело ди Торино
Момбѐло ди Торѝно (на италиански: Mombello di Torino; на пиемонтски: Mombel, Момбел) е село и община в Метрополен град Торино, регион Пиемонт, Северна Италия. Разположено е на 336 m надморска височина. Към 1 януари 2020 г. населението на общината е 379 души, от които 38 са чужди граждани.